# Ѓ

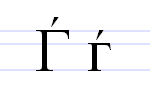

Ѓ, ѓ(기예)는 마케도니아어에서 쓰이는 키릴 문자이다. /ɟ/ 또는 /dʑ/의 소리를 내며, 한글로는 /ɟ/일 때도 /dʑ/일 때도 "ㅈ"으로 표기된다. 로마자로 치환할 때에는 G에 양음 부호를 올린 글자인 'ǵ' 혹은 'gj'로 옮기는 것이 보통이다. 마케도니아가 유고슬라비아 연방에 속하던 시절에는 'đ'나 'dj'로 옮기기도 했다.
마케도니아어에서 이 글자를 사용한다고 하면 불가리아어에서는 'жд'(즈드)로, 세르보크로아티아어에선 'Ђ ђ'로 파생되는 경우가 있다. 예컨대 마케도니아어로 '탄생'은 'раѓање'(라자녜)인데 불가리아어에선 '라즈다네'(раждане)로 바뀌며 세르비아어에선 '라자녜'(рађање)로 변화한다.

## 컴퓨팅 코드
| 미리 보기       | Ѓ                           | Ѓ                           | ѓ                         | ѓ                         |
| --------------- | --------------------------- | --------------------------- | ------------------------- | ------------------------- |
| 유니코드 이름   | CYRILLIC CAPITAL LETTER GJE | CYRILLIC CAPITAL LETTER GJE | CYRILLIC SMALL LETTER GJE | CYRILLIC SMALL LETTER GJE |
| 인코딩          | 10진                        | 16진                        | 10진                      | 16진                      |
| 유니코드        | 1027                        | U+0403                      | 1107                      | U+0453                    |
| UTF-8           | 208 131                     | D0 83                       | 209 147                   | D1 93                     |
| 수치 문자 참조  | &#1027;                     | &#x403;                     | &#1107;                   | &#x453;                   |
| 코드 페이지 855 | 131                         | 83                          | 130                       | 82                        |
| 윈도우 1251     | 129                         | 81                          | 131                       | 83                        |
| ISO-8859-5      | 163                         | A3                          | 243                       | F3                        |
| 매킨토시 키릴   | 174                         | AE                          | 175                       | AF                        |